# Odd Mom Out

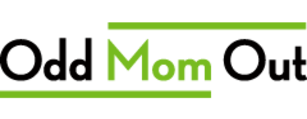
Logo de la serie "Odd Mom Out"

Odd Mom Out es una serie de televisión estadounidense de comedia creada y protagonizada por Jill Kargman, que se estrenó en su país de origen con una primera temporada de 10 episodios en el canal de televisión por cable Bravo.

La protagonista y creadora Jill Kargman interpreta una versión ficticia de sí misma, llamada Jill Weber, que se ve forzada a sobrevivir en un mundo de mamás adineradas del prestigioso Upper East Side neoyorquino. El rodaje tiene lugar en diversas localizaciones de la ciudad de de la ciudad de Nueva York. La producción consta de momento de dos temporadas y en septiembre de 2016 se renovó por una tercera.

En España, la serie se estrena en el canal COSMO con el título de Mamá contra corriente.

## Reparto
- Jill Kargman como Jill Weber, una versión ficticia de ella, madre de tres niños, ama de casa y casada con Andy.[6]
- Andy Buckley como Andy Weber, el adinerado marido de Jill.
- K. K. Glick como Vanessa Wrigley, una doctora de urgencias y la mejor amiga de Jill, que siempre intenta ayudarla a mantener su cordura.
- Sean Kleier como Lex Von-Weber, el exitoso cuñado de Jill.
- Abby Elliott como Brooke Von-Weber, la cuñada de Jill, y con la que mantiene una tensa relación. Es una "momzilla quintaesencial", y su marido es multimillonario.[7] Es una persona insegura en el fondo, y eso es lo que determina su carácter.[8]
- Joanna Cassidy como Candace Von-Weber (temporada 2, y recurrente en temporada 1), la suegra de Jill obsesionada y su estatus de matriarca de la familia.